# Římskokatolická farnost Břeclav-Poštorná
Římskokatolická farnost Břeclav-Poštorná je územní společenství římských katolíků v obci Břeclav s farním kostelem Navštívení Panny Marie.

## Území farnosti
- Poštorná s farním kostelem Navštívení Panny Marie
- Charvátská Nová Ves

## Vznik farnosti
Farnost v Poštorné vznikla kolem roku 1334 jako filiální část valtické farnosti. První kostel v Poštorné byl podle farní kroniky postaven v roce 1339. Stavba byla zasvěcena Navštívení Panny Marie.
V letech 1339 až 1415, kdy farnost v Poštorné byla samostatnou farností, se o údržbu kostela staralo společenství svaté Barbory. V roce 1415 se poštorenská farnost opět dostává pod správu valtické farnosti.
V roce 1570 byla Aloisem z Lichtenštejna založena Charvátská Nová Ves. Obec byla osídlena lidmi, kteří přicházeli z Chorvatska.
Ze stejného roku pochází zmínka o prvním poštorenském knězi. K nejstarším farářům v Poštorné připomínaným v roce 1627 patří kněz Pavel. Dalším písemně doložitelným knězem poštorenské farnosti byl Martin Zstiepkowitcz, narozený roku 1593 v župě Rechitza, záhřebská diecéze v Chorvatsku.
Od roku 1643 patřil k poštorenské farnosti i nedaleký Hlohovec.
Zvyšující se počet obyvatel v Poštorné a Charvátské Nové Vsi si vyžádal výstavbu samostatné fary v Poštorné, která byla zřízena roku 1653.
Prvním farářem samostatné fary v Poštorné se stal Nikolaus Zirowetz, který vykonával funkci od roku 1654 do roku 1684.
V letech 1654-1656 spravoval poštorenský farář také farnost v Břeclavi.

## Hospodářský rozmach Poštorné
Po hospodářském rozmachu Poštorné v roce 1877 již kostel nevyhovoval svou kapacitou ani pro šestinu farníků. Proto požádal místní farář Josef Maixner knížete Jana II. z Lichtenštějna o pomoc při stavbě nového kostela.
Projekt byl zadán vídeňskému architektovi Karlu Weinbrennerovi.
Rostoucí počet obyvatel v obou obcích si vynutil i stavbu nových hřbitovů. Hřbitovy v Poštorné a Charvátské byly vysvěceny 20. října 1884.
V roce 1893 byly plány na postavení chrámu v Poštorné předány knížeti Janu II. z Lichtenštejna. Ten se uvolil, že zaplatí 250 tisíc zlatých za stavbu kostela včetně vnitřního vybavení. Obec poskytla stavební místo, pozemek pro zřízení sadu a zajistila veškerou dopravu materiálu na stavbu. Stavební materiál, čítající téměř 200 druhů cihel, tvarovek, dlaždic a střešní krytiny dodala knížecí cihelna.
V červnu 1895 byl položen základní kámen, který posvětil děkan J. Christe z Böhmischkruty.
Slavnostní vysvěcení nového kostela se konalo 3. července 1898 za přítomnosti celé knížecí rodiny. Svěcení provedl vídeňský pomocný biskup Johann Baptist Schneider.

## Farnost v dnešní době
V druhém desetiletí 21. století má farnost podle posledního sčítání věřících přes 300 farníků zapojujících se do života farnosti. Farnost každoročně pořádá několik akcí jako jsou například farní den, setkání na faře, cyklovýlety a další. Ve farnosti existuje několik uskupení: ministranti, chrámový sbor, společenství mládeže, modlitební společenství. Na území farnosti se každoročně koná tříkrálová sbírka.
Bohoslužeb se účastní přibližně 150 věřících. Během prázdnin se pořádají v neděli odpoledne komentované prohlídky kostela včetně vyhlídky z věže.
Dnem vzájemných modliteb farností za bohoslovce a bohoslovců za farnosti brněnské diecéze je 6. leden. Adorační den připadá na 1. května nebo první květnovou neděli.

## Kněží ve farnosti
Od 1. ledna 2024 došlo ke změnám v administraci farnosti. Ta je nově spravována excurrendo z farnosti Břeclav, duchovním správcem je R. D. Mgr. Pavel Römer. 

## Seznam duchovních správců farnosti
| Od                 | Do                | Jméno                  | Funkce                   |
| ------------------ | ----------------- | ---------------------- | ------------------------ |
| ?(zmínka 1627)     | 1643              | kněz Pavel             | farář                    |
| 1643               | 1654              | Martin Ztiepkowitcz    | farář                    |
| 1654               | 1684              | Nikolaus Zirowetz      | farář                    |
| 23. června 1685    | 1693              | Jiří Polen             | farář                    |
| 21. srpna 1693     | 1696              | Pavel Dominik Borovetz | farář                    |
| 1696               | 1711              | Matěj Josef Biehalm    | farář                    |
| 3. listopadu 1711  | 1746              | Ondřej Josef Jarmitz   | farář                    |
| 1746               | 1754              | Thomas Tirpeka         | farář                    |
| 1754               | 25. září 1785     | Jan Pavel Hassitschka  | farář                    |
| 24. listopadu 1785 | 1790              | Franz Anton Kroupa     | farář                    |
| 1790               | 1805              | Jan Josef Rainer       | farář                    |
| 1805               | 1825              | Franz Xaver Hübl       | farář                    |
| 23. května 1825    | 1837              | Ferdinand Drlík        | farář                    |
| 1837               | 1855              | Martin Dobšík          | farář                    |
| 1855               | 1873              | Jan Adolf              | farář                    |
| 1873               | 1884              | Antonín Krejčí         | Administrátor            |
| 1. září 1884       | ?                 | Josef Maixner          | farář                    |
| 1. ledna 1919      | ?                 | Josef Buchta           | kooperátor               |
| 31. ledna 1921     | 26. ledna 1940    | Jan Slunský            | farář                    |
| 1. dubna 1932      | ?                 | František Klement      | kooperátor               |
| 1940               | 1940              | František Bauer        | farář                    |
| 1940               | 1945              | Karel Malewski         | farář                    |
| 1945               | prosinec 1946     | Jan Klíma              | farář                    |
| 1946               | 1947              | František Marek        | farář                    |
| 2. února 1947      | 20. září 1948     | ThDr. Cyril Tichý      | farář                    |
| 23. srpna 1947     | 20. září 1948     | Jiří Ledvinka          | kaplan                   |
| 20. září 1948      | 1. ledna 1949     | Jiří Ledvinka          | kooperátor               |
| 1. ledna 1949      | 24. března 1949   | Jiří Ledvinka          | vicarius adiutor         |
| 24. března 1949    | 1975              | Jiří Ledvinka          | farář                    |
| 1949               | 1951              | Josef Stejskal         | kaplan                   |
| 15. září 1975      | září 1990         | Jaroslav Beránek       | farář                    |
| září 1990          | 1992              | Jan Kabeláč            | farář                    |
| 1992               | 30. června 1996   | Vladislav Dvořák       | farář                    |
| 1. července 1996   | 1. září 2004      | Jiří Cajzl             | farář                    |
| 1. září 2004       | 31. července 2015 | Vladimír Langer        | farář                    |
| 1. srpna 2015      | 31. prosince 2023 | Łukasz Szendzielorz    | farář                    |
| 1. ledna 2024      |                   | Pavel Römer            | Administrátor excurrendo |

## Bohoslužby
| Kostel                        | Místo            | Bohoslužba (den)       | Hodina     | Poznámka     |
| ----------------------------- | ---------------- | ---------------------- | ---------- | ------------ |
| kostel Navštívení Panny Marie | Břeclav-Poštorná | neděle pondělí čtvrtek | 8.30 18.30 | Farní kostel |

## Primice
Ve farnosti slavil 30. června 2013 primiční mši svatou novokněz Jiří Polach.